# Dryden
Dryden é uma cidade do Canadá, localizada na província de Ontário. Foi fundada em 1896. Sua população é de 8 198 habitantes (do censo nacional de 2001).